# Bhairon Singh Shekhawat
Bhairon Singh Shekhawat (ur. 23 października 1923 w Sikarze, zm. 15 maja 2010 w Jaipurze) – indyjski polityk, wiceprezydent Indii od 19 sierpnia 2002 do 21 lipca 2007. Członek National Democratic Alliance.
Trzykrotnie sprawował funkcję szefa ministrów (premiera) stanu Radżastan, w latach 1977–1980, 1990–1992 oraz 1993–1998. Z racji zajmowania stanowiska wiceprezydenta sprawował również funkcję przewodniczącego Rajya Sabha, izby wyższej parlamentu. Shekhawat był wymieniany jako jeden z kandydatów do urzędu prezydenta w wyborach w lipcu 2007.

## Kariera polityczna
- 1952–1972 – członek Zgromadzenia Legislacyjnego stanu Radżastan
- 1974–1977 – członek Rajya Sabha, izby wyższej indyjskiego parlamentu
- 1977–2002 – członek Zgromadzenia Legislacyjnego stanu Radżastan
- 22 czerwca 1977 – 16 lutego 1980 – szef ministrów stanu Radżastan
- 4 marca 1990 – 15 grudnia 1992 – szef ministrów stanu Radżastan (drugi raz)
- 4 grudnia 1993 – 29 listopada 1998 – szef ministrów stanu Radżastan (trzeci raz)
- 19 sierpnia 2002 – 21 lipca 2007 – wiceprezydent Indii, przewodniczący Rajya Sabha (izba wyższa parlamentu)